# Kurt Guggisberg
Kurt Viktor Guggisberg (* 24. Januar 1907 in Rüeggisberg; † 20. Dezember 1972 in Bern; heimatberechtigt in Belp) war ein Schweizer Kirchenhistoriker.
Nach einem Studium der evangelischen Theologie in Bern und Marburg wurde er 1932 Pfarrer in Frauenkappelen und 1934 zum Doktor der Theologie promoviert. 1944 erhielt er die Professur für Allgemeine Kirchengeschichte und Konfessionskunde an der Universität Bern, der er von 1954 bis 1955 als Rektor vorstand. Von 1952 bis 1956 war er Präsident des Historischen Vereins des Kantons Bern.
Als Forscher beschäftigte er sich mit Karl Ludwig von Haller, Jeremias Gotthelf, dessen Sohn Albert Bitzius und Philipp Emanuel von Fellenberg. Sein Hauptwerk ist die Bernische Kirchengeschichte von 1958. 1960 wurde er von der Universität Basel zum Ehrendoktor ernannt. Ein Teil seines Nachlasses wird in der Burgerbibliothek Bern sowie im Bernischen Staatsarchiv aufbewahrt.